# Polypodium ampliatum
Polypodium ampliatum là một loài thực vật có mạch trong họ Polypodiaceae. Loài này được (Maxon) Proctor miêu tả khoa học đầu tiên năm 1953.